# Pasir Kecapi
Pasir Kecapi is een bestuurslaag in het regentschap Lebak van de provincie Banten, Indonesië. Pasir Kecapi telt 2974 inwoners (volkstelling 2010).